# 雅典公国
雅典公国（希臘語：Δουκᾶτον Ἀθηνῶν）是在第四次十字军东征后在原拜占庭帝国属土上建立的十字军国家。雅典公国控制地区包括阿提卡和维奥蒂亚。该公国最初是萨洛尼卡王国的附庸国，萨洛尼卡王国灭亡后转而承认西西里王国卡洛一世的宗主权。
雅典公国最早的统治者是来自于法国勃艮第地区的骑士奥顿·德·拉罗什。奥顿的后代于1308年绝嗣后，居伊二世的表兄布列讷伯爵戈蒂埃五世继承该公国。他雇佣加泰罗尼亚佣兵团与伊庇鲁斯专制国作战，但事后拒绝付款。加泰罗尼亚佣兵团于是攻取了公国，并承认西西里王国费德里科二世的宗主权。1312年费德里科二世任命其子曼弗雷德为名义上的雅典公爵，加泰罗尼亚佣兵团的将领则对雅典公国进行实际统治。布列讷家族保有阿尔戈斯与瑙普利亚领地，并自称为雅典公爵。
1388年来自意大利的阿奇亞奧里家族占领了加泰罗尼亚佣兵团控制的雅典部分，但是来自阿拉贡的西西里国王继续使用这个称号，并将这个称号带入西班牙国王的头衔中。1458年，雅典公国亡于奥斯曼帝国入侵。

## 公爵列表

### 德拉罗什家族
- 奥顿·德拉罗什（英语：Othon de la Roche）1205-1225
- 居伊一世·德拉罗什（英语：Guy I de la Roche）1225-1263
- 约翰一世·德拉罗什（英语：John I de la Roche）1263-1280
- 威廉一世·德拉罗什（英语：William I de la Roche）1280–1287
- 居伊二世·德拉罗什（英语：Guy II de la Roche）1287–1308

### 布里讷家族
- 戈蒂埃五世（英语：Walter V, Count of Brienne）1308–1311

### 阿奇亞奧里家族
- Nerio I (1388–1394)
- Antonio I (1394–1395)
- Francesco I (1451–1454)
- Francesco II (1455–1458)